# Стейнх'єр
Стейнх'єрⓘ (норв. Steinkjer) — місто і комуна в Норвегії, адміністративний центр фюльке Нур-Тренделаг. Він є частиною області Іннгерад.

## Історія

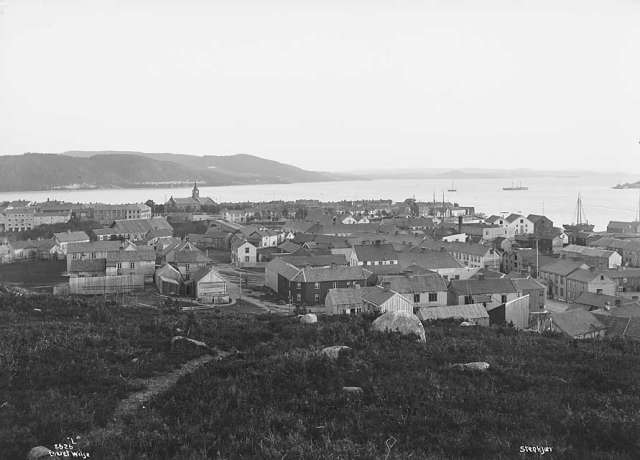
Стейнх'єр в 1880 році

Територія комуни заселена з кам'яної доби, що підтверджує наявність петрогліфів. У дохристиянську епоху тут існувало одне з найбільш відомих священних місць вікінгів.
Село Стейнх'єр у комуні Стод стало містом в 1857 році, а потім 23 січня 1858 було відокремлене і самостійно сформувало комуну. Спочатку населення Стейнх'єра становило 1 150 осіб.
З плином часу та ростом міста до нього була приєднані землі сусідніх комун. Стейнх'єр сильно постраждав у результаті бомбардування Люфтваффе 21 квітня 1940 року, у зв'язку з чим у сучасній забудові міста переважають післявоєнні будівлі в стилі функціоналізму.
З 1 січня 1964 року комуни Бейтстад, Еґґ, Квам, Огндал, Спарбу і Стод були об'єднані з містом Стейнх'єр, населення якого становило 4 325 осіб, щоби сформувати нову, більшу комуну Стейнх'єр.

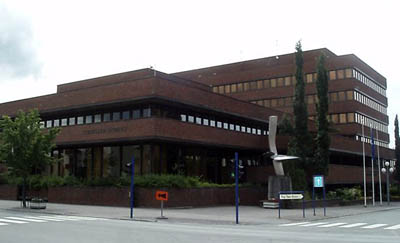
Міська ратуша

## Походження назви
Місто названо в честь старої ферми Steinkjer (Давньоскандинавська мова: Steinker), оскільки воно побудоване на землі, що належала господарству. Першим елементом є steinn (чоловічий рід), що означає «камінь» або «скеля». Останній елемент ker (середній рід), що означає «бар'єр для вилову риби»

## Географія
Місто розташоване у північній частині Тронгеймс-фіорда. Комуна межує на півночі з комунами Уверхалла, Намсуса та Намдалсейд, на сході — з комуною Сноса, на півдні — з комуною Вердал, на заході — з комунами Верран та Іннер.
На території комуни — географічний центр Норвегії.

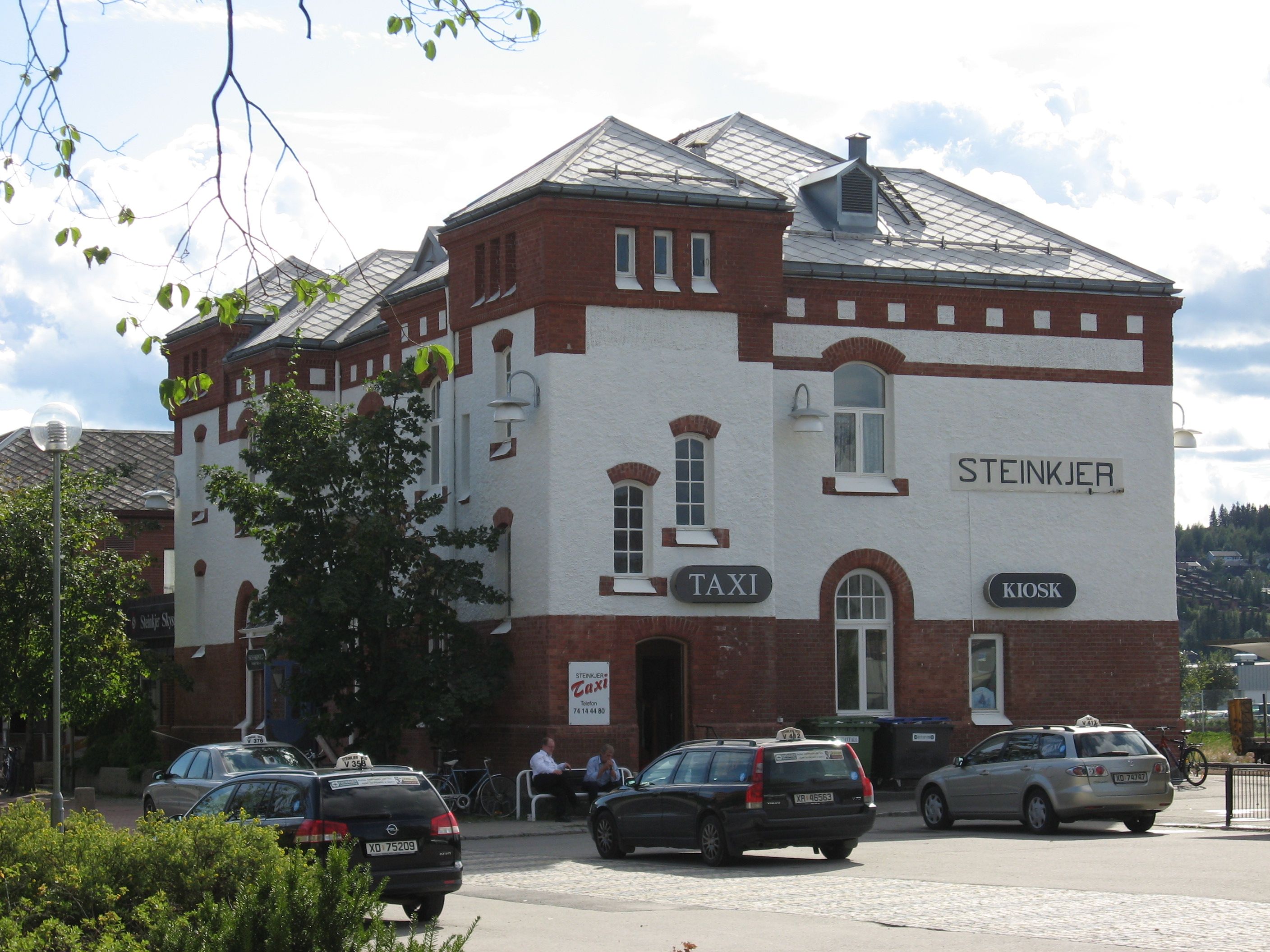
Вокзал

## Транспорт
Через Стейнх'єр проходить траса E6 (Треллеборг (південь Швеції)) — кордон Норвегії з Росією).
Залізниця Нурланнсбанен (Nordlandsbanen) пов'язує Стейнх'єр із Тронгеймом і Буде.

## Персоналії

### Народилися
- Сільє Нерґор — норвезька джазова співачка та композитор.
- Івар Асб'єрн Феллінг — медик.

### Пов'язані з містом
- Отто Свердруп — полярний дослідник, жив недалеко від Стейнх'єра.